# Cá mũi voi Peters
Cá mũi voi Peters, tên khoa học Gnathonemus petersii, là một loài cá mũi voi trong chi Gnathonemus.

## Mô tả
Cá mũi voi Peters có nguồn gốc từ các con sông của Tây Phi và Trung Phi, đặc biệt là lưu vực sông Niger, sông Ogun và thượng lưu sông Chari. Nó thích bùn, di chuyển chậm chạp trên các con sông bao gồm cả các nhánh sông ngập nước. Nó có một màu nâu sẫm đến màu đen, dẹp bề ngang (trung bình 23-25 cm), với vây lưng và vây hậu môn sau cùng độ dài. Vây đuôi hoặc đuôi của nó được chia hai. Nó có hai sọc thấp hơn vuông góc. Đặc điểm nổi bật nhất của nó, như tên của nó cho thấy, là một chiếc vòi lồi lên trên đầu. Đây thực sự không phải một chiếc mũi mà là một phần mở rộng của mũi, nó sử dụng chúng để tự vệ, thông tin liên lạc, định vị, và tìm kiếm sâu và côn trùng để ăn. 

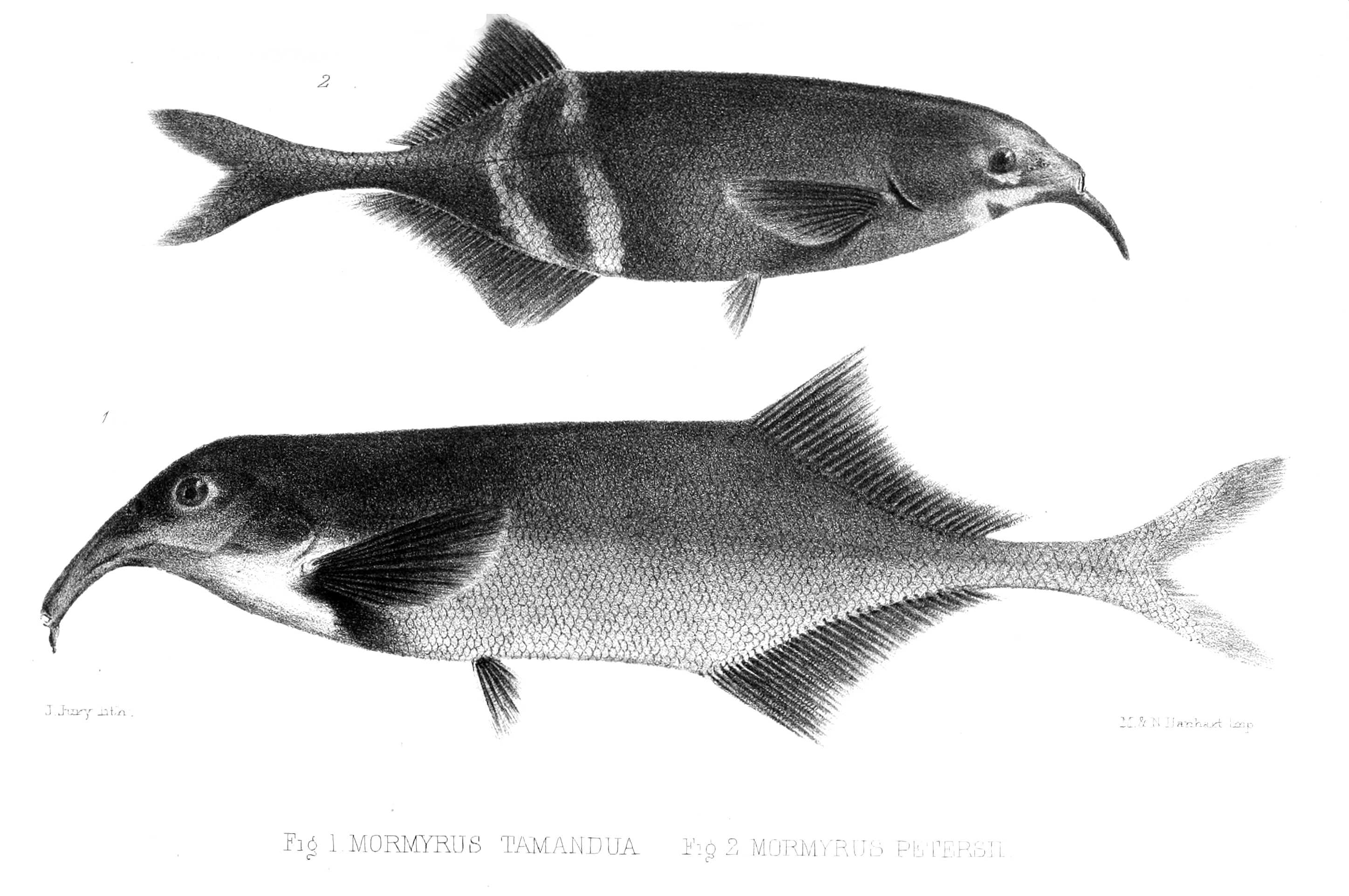
Illustration (1864), phía trên là Cá mũi voi Peters

Cá mũi voi Peters có thị lực kém và sử dụng một điện trường yếu, mà nó tạo ra bởi các cơn co thắt cơ bắp, để tìm thức ăn, để di chuyển trong vùng nước tối hoặc đục, và để tìm một người bạn đời. Cá mũi voi Peters sống đến khoảng 6-10 năm, nhưng có những báo cáo khoa học cho thấy nó có thể sống lâu hơn.